# Volo Delta Air Lines 191
Il volo Delta Air Lines 191 era un volo di linea della Delta Air Lines da Fort Lauderdale a Los Angeles, con scalo intermedio a Dallas.
Il 2 agosto 1985 il Lockheed L-1011 TriStar che operava il volo è precipitato mentre eseguiva un approccio di routine all'Aeroporto Internazionale di Dallas-Fort Worth, uccidendo 8 degli 11 membri dell'equipaggio, 126 dei 152 passeggeri e una persona a terra. Questo incidente è uno dei pochi riguardante voli commerciali ad essere stato causato dal fenomeno meteorologico conosciuto come wind shear generato da microburst.
Le previsioni sui microburst migliorarono negli anni successivi, con il volo USAir 1016 che fu l'unico successivo incidente indotto da microburst di un aereo commerciale ad ala fissa negli Stati Uniti a partire dal 2024.

## L'incidente

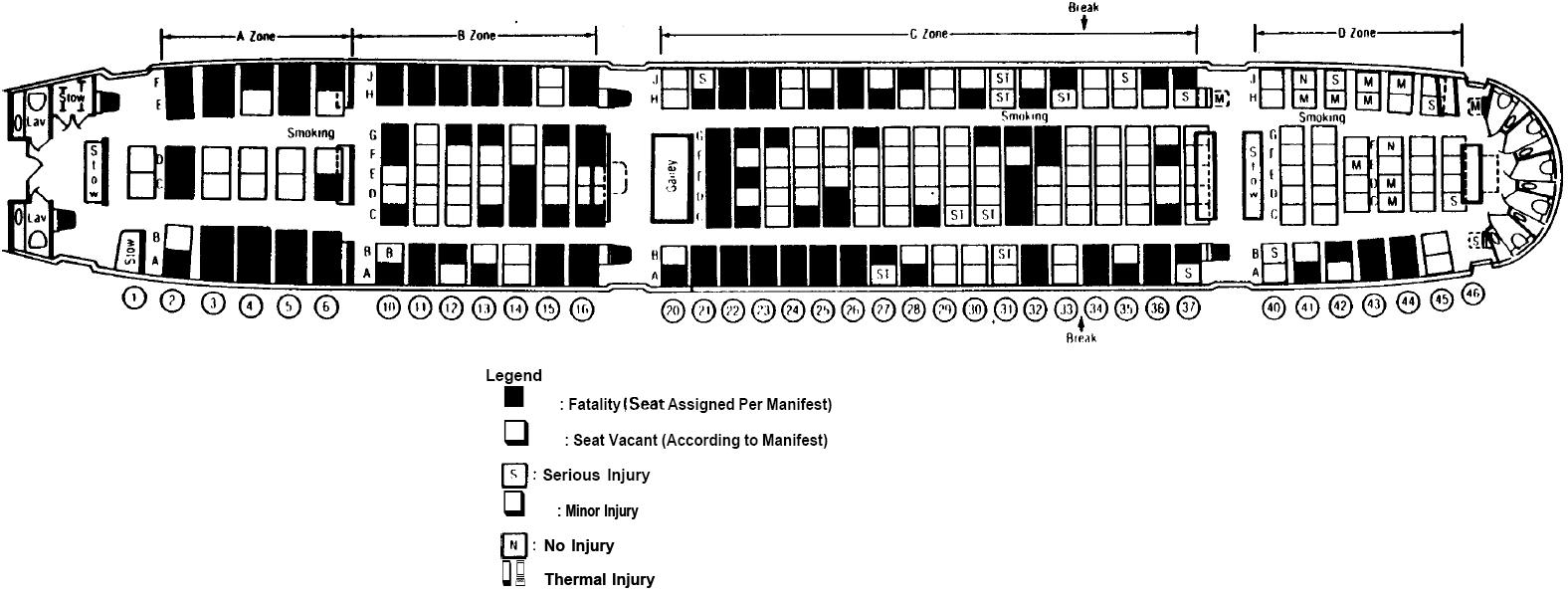
Il disegno dell'NTSB indica il posto occupato dai passeggeri feriti e da quelli deceduti

Il volo 191 decollò regolarmente da Fort Lauderdale alle 15:10 EDT. Giunto nei cieli della Louisiana incontrò una turbolenza e, per evitarla, il Comandante Connors decise di cambiare rotta, dirigendosi più a sud. Durante la discesa verso l'aeroporto di Dallas venne informato dalla torre di controllo che sulla loro rotta avrebbero incontrato un altro temporale, ma questa volta il Comandante decise comunque di attraversarlo, poi cedette i comandi al Primo Ufficiale Price. Giunti alla quota di 457 m (1 500 ft) AGL Price disse di aver visto fulmini nelle nuvole avanti a loro.
Alla quota di 244 m (800 ft) AGL la velocità del velivolo aumentò autonomamente, raggiungendo i 320 km/h (173 kn) IAS anziché rimanere stabile a 276 km/h (149 kn) IAS, la velocità prescritta per l'atterraggio. Price chiese al Comandante se avesse dovuto rallentare l'aereo, ma Connors, avendo riconosciuto gli effetti di wind shear, rispose che così facendo avrebbe perso il controllo del velivolo, e gli consigliò solamente di monitorare la velocità. Improvvisamente la velocità calò da 173 a 133 nodi IAS, costringendo Price ad aumentare la spinta dei motori; pochi istanti dopo la velocità diminuì nuovamente, raggiungendo i 119 nodi IAS. In aggiunta ad un improvviso vento di coda, l'aereo incappò in una turbolenza che lo fece scendere verticalmente alla velocità di 30 piedi al secondo.

Queste turbolenze si succedettero varie volte durante gli ultimi istanti del volo. Mentre Price tentava di mantenere il controllo del velivolo, un'improvvisa raffica laterale provocò l'inclinazione dell'aereo verso destra e un aumento dell'angolo d'attacco. Price, per evitare uno stallo, fece inclinare il muso del velivolo verso il basso per aumentare la velocità, ma un forte vento discendente rendeva l'aereo difficilmente controllabile. Alle 18:05:44 entrò in funzione l'allarme del Ground Proximity Warning System. Il Comandante ordinò TOGA (Take Off/Go Around, riattaccata per mancato approccio), ma il Primo Ufficiale riuscì solamente a ridurre la velocità di discesa.

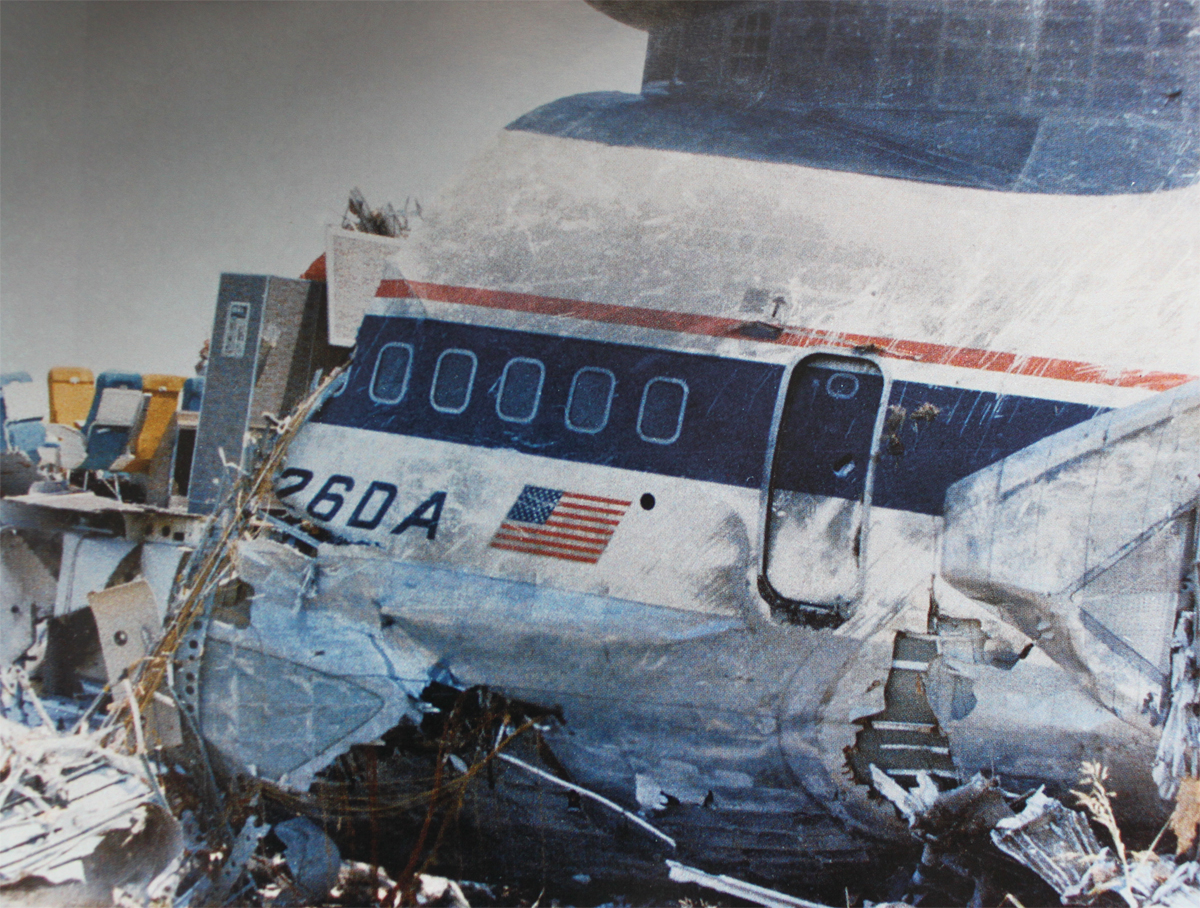
I resti della sezione di coda dell' N726DA

Il Lockheed L-1011 impattò col terreno circa 2 chilometri a nord della pista 17L, poi rimbalzò in aria e ricadde sulla statale 114, colpendo con un motore una Toyota Celica e uccidendo il suo guidatore William Hodge Mayberry;
in seguito urtò con un'ala un palo dell'illuminazione autostradale, provocando l'incendio del carburante contenuto nel serbatoio alare, ed infine arrestò la sua corsa contro due serbatoi d'acqua situati nel campo volo di Irving, incendiandosi.
Fortunatamente la sezione di coda del velivolo si distaccò prima dell'urto contro i serbatoi, salvando la vita alla maggior parte dei suoi occupanti. Due dei passeggeri inizialmente sopravvissuti morirono dopo 30 giorni per le ferite riportate.
Il volo 191 ha fatto registrare, dopo il volo Saudia 163, il secondo più alto numero di vittime in un incidente che ha visto coinvolto un Lockheed L-1011.

## Risposta post-incidente

Diagramma delle lesioni subite in cabina

Tutte le unità antincendio e di emergenza dell'aeroporto sono state allertate entro un minuto dall'incidente. Quarantacinque secondi dopo essere stati allertati per la prima volta, tre camion dei vigili del fuoco della stazione dei vigili del fuoco n. 3 dell'aeroporto sono arrivati sul posto e hanno iniziato a combattere l'incendio. Altre unità dalle stazioni dei vigili del fuoco n. 1 e n. 2 sono arrivate entro cinque minuti e, nonostante forti raffiche di vento e forti piogge, l'incendio era per lo più sotto controllo entro 10 minuti da quando è stato lanciato l'allarme.
I primi paramedici sono arrivati entro cinque minuti dall'incidente e hanno immediatamente allestito postazioni di triage. In successive testimonianze rese ai funzionari dell'NTSB, gli EMT sul posto stimarono che senza le procedure di triage sul posto, almeno la metà dei passeggeri sopravvissuti sarebbe morta. La maggior parte dei sopravvissuti del volo 191 si trovavano nella sezione fumatori posteriore dell'aereo, che si liberò dalla fusoliera principale quando l'aereo colpì i serbatoi dell'acqua. Le autorità hanno trasportato la maggior parte dei sopravvissuti al Parkland Memorial Hospital.
La cabina di pilotaggio e la sezione passeggeri davanti alla fila 34 di sedili erano state completamente frammentate dall'impatto con i serbatoi dell'acqua e dagli incendi post-incidente; tutti gli occupanti di questa sezione tranne otto furono uccisi. Il resto dei passeggeri e dell'equipaggio sopravvissuti si trovavano nella cabina posteriore e nella sezione di coda, che si separarono relativamente intatti e atterrarono su un lato in un campo aperto, e la maggior parte di questi erano nelle parti centrale e destra della fusoliera dalla fila di sedili 40 all'indietro. Nel complesso, la disintegrazione del Tristar è stata così estesa che l'indagine dell'NTSB è stata piuttosto difficile. I sopravvissuti hanno riferito che il fuoco è scoppiato nella cabina prima di colpire i serbatoi e ha iniziato a diffondersi all'interno dell'aereo, il che è coerente con la collisione dell'ala destra con il palo della luce e l'accensione del serbatoio del carburante. Alcune persone nella sezione di coda non sono riuscite a liberarsi a causa delle ferite, quindi le squadre di soccorso hanno dovuto districarle. La maggior parte dei sopravvissuti era anche inzuppata di carburante per aerei, il che aumentava ulteriormente la difficoltà di uscire dai rottami.
Due dei passeggeri inizialmente sopravvissuti allo schianto morirono più di 30 giorni dopo. A terra, un dipendente della compagnia aerea che aveva assistito nel salvataggio dei sopravvissuti è stato ricoverato in ospedale durante la notte per dolore al petto e al braccio. L'incidente alla fine ha ucciso 137 persone, inclusi 128 dei 152 passeggeri e otto degli 11 membri dell'equipaggio (compresi tutti e tre i membri dell'equipaggio di volo), e il conducente dell'auto.

## Cause e conseguenze

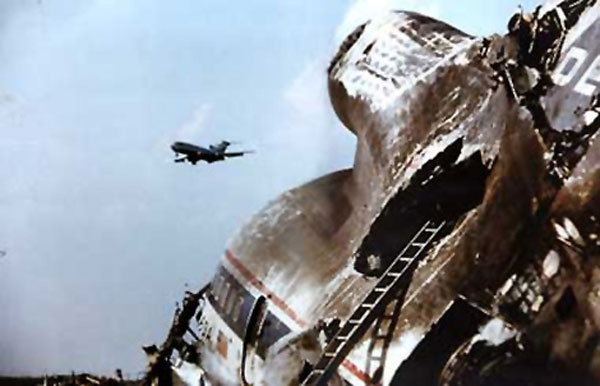
Un'altra vista dei resti mentre un altro aereo si avvicina per atterrare sopra.

Dopo una lunga indagine, il National Transportation Safety Board concluse che l'incidente fu causato da un errore del pilota in associazione con fenomeni meteorologici estremi, combinati con wind shear generati da microburst.
L'NTSB stabilì inoltre che una concausa dell'incidente fu l'impossibilità, da parte dei piloti, di rilevare il microburst; infatti, il radar meteorologico di bordo non era in grado di rilevare i cambiamenti di vento ma segnalava solamente la presenza di temporali. Dopo l'inchiesta, i ricercatori della NASA presso il Langley Research Center modificarono un Boeing 737-200 per sperimentare un nuovo sistema basato su di un radar Doppler in grado di segnalare i wind shear. Questa nuova attrezzatura venne installata sulla maggior parte degli aerei di linea su ordine della Federal Aviation Administration.

## Eredità

### Riforme
In seguito all'incidente e al conseguente rapporto NTSB, il DPS di DFW ha apportato miglioramenti al proprio sistema di notifica postincidente, inclusa l'introduzione di un sistema di notifica vocale automatizzato per ridurre i tempi di notifica. Nel 1988, in seguito allo schianto del Volo Delta Air Lines 1141 durante il decollo da DFW, il DPS completò la notifica dei servizi di emergenza nelle vicinanze in 21 minuti; l'NTSB lo ha descritto come un "miglioramento significativo" rispetto ai tempi di risposta dopo l'incidente del volo Delta 191. Sulla base dei tempi di risposta migliorati, il 9 gennaio 1990 l'NTSB ha emesso una raccomandazione sulla sicurezza, invitando i dirigenti aeroportuali a livello nazionale a considerare i vantaggi dell'utilizzo di sistemi di notifica vocale automatizzati per le notifiche degli aiuti di emergenza. Ai piloti veniva inoltre richiesto di addestrarsi per reagire ai microburst. e intraprendere rapidamente un'azione evasiva per far atterrare l'aereo in sicurezza.

### Processo
L'incidente del volo Delta 191 ha provocato il processo aereo più lungo della storia americana, durato 14 mesi dal 1988 al 1989 e presieduto dal giudice federale David Owen Belew Jr. del distretto settentrionale del Texas. Il processo prevedeva il primo utilizzo dell'animazione grafica al computer come prova sostanziale davanti al tribunale federale. Sebbene l'uso di tale animazione divenne in seguito di routine, il suo utilizzo nel contenzioso sul volo 191 fu sufficientemente nuovo da diventare la copertina dell'ABA Journal del dicembre 1989, la rivista dell'American Bar Association. La preparazione del video animato per il processo è costata al Dipartimento di Giustizia da $ 100.000 a $ 150.000 (da $ 240.000 a $ 350.000 adeguati all'inflazione) e ha richiesto quasi due anni di lavoro. La corte ha ritenuto che sia il personale governativo che l'equipaggio di volo della Delta fossero negligenti, ma che la Delta fosse stata negligente. responsabile ultimo perché la negligenza dei suoi piloti è stata la causa immediata dell'incidente e la sentenza è stata confermata in appello alla Corte d'Appello del Quinto Circuito.

## Memoriale
Il memoriale per le vittime del volo 191 è stato costruito nel 2010, 25 anni dopo l'incidente, presso la Founders Plaza dell'aeroporto di Dallas-Fort Worth.

## Il volo Delta Air Lines 191 nei media
L'incidente è stato raccontato nel film tv Fire and Rain, diretto da Jerry Jameson. È stato inoltre analizzato in un episodio del documentario When Weather Changed History, in onda su The Weather Channel e nell'episodio Schianto sull'autostrada della quinta stagione del documentario Indagini ad alta quota trasmesso dal National Geographic Channel. L'incidente è stato analizzato anche nell'episodio Tempo terribile della seconda stagione di S.O.S: disastri aerei, trasmesso da Discovery Channel.